# Monster (песня)
«Monster» — дебютный сингл южнокорейского саб-юнита Red Velvet — Irene & Seulgi, выпущенный 6 июля 2020 года компанией SM Entertainment при поддержке Dreamus.

## Композиция
Автором текста стала Kenzie, автор песен из SM Entertainment, которая ранее уже работала с Red Velvet над песнями «Really Bad Boy (RBB)», «Attaboy» и другими; продюсерами выступили Яаков Грузман, Делани Джейн, Дженсон Вауган и Ю Ён Чжин.

## Видеоклип
Премьера видеоклипа должна была состояться 6 июля в 18:00 по корейскому времени вместе с релизом альбома, однако по неизвестным причинам релиз был отложен до 20:00, и уже после полуночи агентство заявило, что клип будет выпущен 7 июля в 12:00; причина такой задержки осталась неизвестной. В дальнейшем фанаты предположили, что задержка произошла из-за рейтинга 15+ со сценами жестокости и насилия, которые в дальнейшем были вырезаны из видеоклипа, поэтому некоторые кадры из тизеров разнятся с официально выпущенной версией. За первые сутки клип собрал почти 11,5 миллионов просмотров, что стало лучшим результатом среди женских саб-юнитов SM Entertainment после Girls’ Generation — Oh!GG и лучшим показателем в карьере Red Velvet.
После выхода видеоклипа было выдвинуто также несколько теорий о том, к каким фильмам отсылается происходящее:
1. Теория «Кармиллы» — готическая новелла Джозефа Шеридана Ле Фаню. В тексте песне говорится о монстре, который приходит во снах, и в клипе есть кадры, где Айрин находится напротив кровати Сыльги посреди ночи, появляясь в её сновидениях. Место съёмок и одежда также очень напоминают эпоху «Кармиллы».
2. Теория «Служанки» — нашумевший эротический триллер Пак Чхан Ука. Некоторые сцены клипа совпадают с кадрами фильма, и бутик Lingerie Han предоставил одежду как для фильма, так и для видеоклипа.
3. Теория «Истории двух сестёр» — южнокорейский хоррор 2003 года. Некоторые фанаты предположили, что текст «Monster» отсылает к сюжету фильма, где девушка с диссоциативным расстройством личности видит галлюцинации и подражает своей мёртвой сестре. Тэглайн фильма «Одна личность — две тени» имеет схожесть с концептом сингла.
4. Теория «Суспирии» — фильм ужасов 1977 года. Спальня, где находятся Айрин и Сыльги, имеет красные и синие оттенки ламп, что напоминает спальню из фильма. Множество рук на красном фоне также отсылает к оригинальному постеру картины.

## Позиции в чартах
| Чарты (2020)                     | Высшая позиция |
| -------------------------------- | -------------- |
| Сингапур (RIAS)                  | 18             |
| Южная Корея (Gaon Digital Chart) | 8              |

## Награды и номинации

### Музыкальные шоу

#### Music Bank
| Год  | Дата    | Песня     |
| ---- | ------- | --------- |
| 2020 | 17 июля | «Monster» |